# ARTISAN OF PLEASURE
『ARTISAN OF PLEASURE』（アルチザン・オブ・プレジャー）は、Janne Da Arcのキーボーディスト、kiyoの結成10周年を記念して開始されたソロ活動の、彼自らがプロデュースした同タイトルの携帯電話用ゲームのサウンドトラック。2008年6月25日発売。ゲームの音源をそのまま収録しているのではなく、アレンジされて収録されている。 

## 収録曲
1. Symphony of ARTISAN
2. tears 
  - この曲はJanne Da Arcの時に保留になっていた曲だった。kiyoは諦めきれなかった為、今回のサウンドトラックに入れることになった。[要出典]
  - ゲストボーカルとしてJanne Da Arcのyasuが参加。元々がJanne Da Arc用に作った曲であったので、yasuが歌うことを想定して作られていたため、yasuを起用したとのこと。[要出典]
  - テーマは『ショートケーキとの別れ』。歌詞中の「遠く鐘の音鳴り響き」というのは賞味期限切れのことで、白い肌は生クリームのこと。[要出典]
3. rumor
4. acropolis
5. Watch out !!
6. bellwether
7. eternal heart
8. Road to the master
9. reprise of tears
10. Your severe trial
11. calm
12. a doze
13. knifepoint
14. eternal heart 〜夢幻花〜
  - ゲストボーカルとして、Okikaが参加。